# Окаяма (префектура)
Окаяма ((на японски: 岡山県§, по английската Система на Хепбърн Okayama-ken, Окаяма-кен) е една от 47-те префектури на Япония. Намира се в южната част на о. Хоншу.
Окаяма е с население от 1 957 056 жители (октомври 2005 г.) и има обща площ от 7112,32 км². Едноименният град е административният център на префектурата. Опира на Вътрешно Японско море. Хълмист релеф, в крайбрежната зона низина, със субтропичен климат. Промишлено-аграрен район. Развита добивна промишленост: пирити и талк. Текстилна /вкрючително за изкуствени влакна/, химическа, стъкларска, машиностроителна и оръжейна промишленост. Развито зърнопроизводство, дребно животновъдство и риболов. Гъста жп мрежа.